# Magnolia neillii
Magnolia neillii là một loài thực vật có hoa trong họ Magnoliaceae. Loài này được (Lozano) Govaerts mô tả khoa học đầu tiên năm 1996. Đây là loài đặc hữu của Ecuador. Môi trường sống tự nhiên của chúng là rừng ẩm vùng đất thấp nhiệt đới hoặc cận nhiệt đới.